# Fidget house
Genres dérivés
Complextro
La fidget house est un style de musique électronique caractérisé par des parties vocales coupées en fonction du rythme, c'est-à-dire qu'à chaque coup de grosse caisse, la voix incorporée dans la musique est coupée et ainsi de suite et suivie d'un son rave ou electro.

## Histoire
La fidget est née en Angleterre dans les années 2000 ; c'est un terme qui a été utilisé par les DJ Producteurs Jesse Rose et Switch, au départ comme une blague et qui est maintenant devenu un genre musical.
Aujourd'hui on trouve de nombreux artistes qui produisent et mixent la fidget house comme Switch, Crookers, The Bloody Beetroots, Naeleck, Cyberpunkers, Belzebass, Calvertron, Dj Bam bam, The Bulgarian, Congorock (en), etc.

## Description
La fidget house est définie par « des parties vocales coupées en fonction du rythme. » Elle est influencée par les genres chicago house, techno de Détroit,  Baltimore club, kuduro, pimba, bassline, bouncy techno,  dubstep, techstep, hip-hop, easy listening et musique du monde. Les adeptes du genre incluent The Bloody Beetroots, Crookers, Danger, Hervé, Sinden, et Switch. Le terme fidget house est crédité par les DJs/producteurs Jesse Rose et Switch, « comme une blague, qui est allée un peu trop loin,. »